# Fonio noir
Digitaria iburua
Ne doit pas être confondu avec le fonio blanc
Espèce
Le fonio noir (Digitaria iburua), est une espèce de plantes à fleurs monocotylédones de la famille des Poaceae (Graminées), sous-famille des Panicoideae, originaire de l'Afrique tropicale occidentale.
Ce sont des plantes herbacées annuelles, dont les tiges (chaumes) dressées peuvent atteindre de 45 cm à 1,4 m de haut.
C'est une céréale cultivée en Afrique de l'Ouest (Nigeria, Togo, Bénin, Ghana) pour ses graines. On les consomme en bouillie ou en grains entiers comme le riz, ou sous forme de couscous. On en fait aussi une bière traditionnelle, le tchapalo.